# クリスティヤン・ベリッチ
クリスティヤン・ベリッチ（セルビア語: Кристијан Белић, ラテン文字転写: Kristijan Belić、2001年3月25日 - ）は、セルビアとベルギーのサッカー選手。ポジションはミッドフィールダー。

## クラブ経歴
父親であるドゥシャン・ベリッチのシント＝トロイデンVV在籍時にベルギーで生まれ、ドゥシャンがカナダのセルビアン・ホワイト・イーグルスFCに移籍した際に下部組織でサッカーを始めた。

### AZアルクマール
2024年1月、パルチザン・ベオグラードからAZアルクマールに移籍し、20日のPECズヴォレ戦でエールディヴィジデビューを果たした。
2024年9月14日、SCヘーレンフェーン戦でエールディヴィジ初得点を決めた。

## 代表経歴
2024年9月5日、スペイン戦でセルビア代表デビューを果たした。